# Ansembourg (Luksemburg)
Ansembourg (lb. Aansebuerg, Ansebuerg; niem. Ansemburg) – wieś (Uertschaft) w środkowym Luksemburgu, w kantonie Mersch, w gminie Helperknapp. Do 3 października 2015 miejscowość leżała w dystrykcie Luksemburg, a do 31 grudnia 2017 należała do gminy Tuntange. Liczy 51 mieszkańców (31 grudnia 2022). 